# Marschall der Krone
Der Marschall der Krone (poln.: marszałek koronny, Lat.: mareschalus Regni Poloniae)  war der erste "Minister" in der polnischen Krone und besaß ähnliche Befugnisse wie der Innenminister heute. Er gehörte zu einer Gruppe von 5 Mitgliedern des Polnischen Senats wie dem Hofmarschall der Krone, Kanzler der Krone, Vizekanzler und Schatzmeister der Krone, wobei der Marschall der Krone der wichtigste "Minister" unter ihnen war. In Abwesenheit des Marschalls der Krone war der Hofmarschall der Krone als dessen Stellvertreter tätig. Die "Minister" waren Regierungsbeamte, die noch aus der Zeit Kasimirs III. stammten. Zum ersten Mal erschienen diese Ämter im Jahre 1271, wurden dann von Kasimir III. verstärkt. 

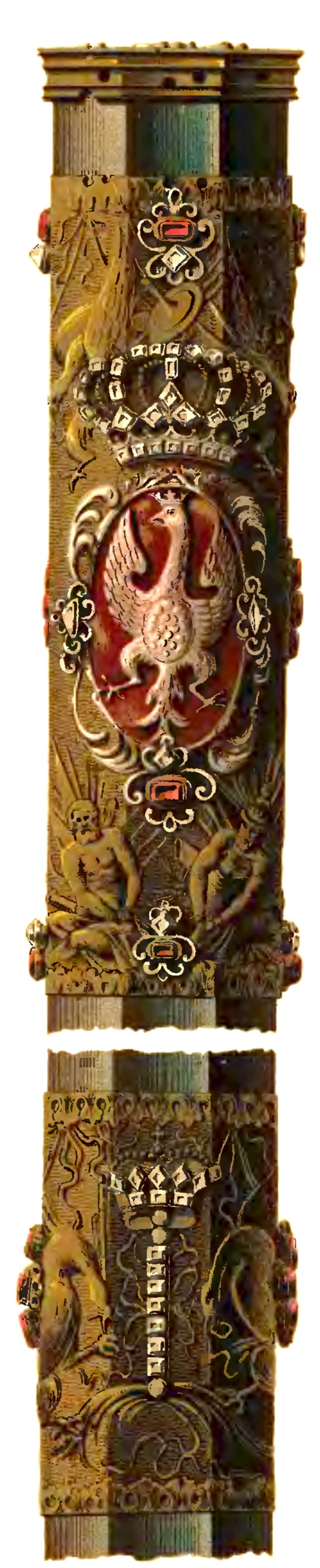
Der Stab des Grand Marshalls der Krone aus der Regierungszeit von König Jan III Sobieski
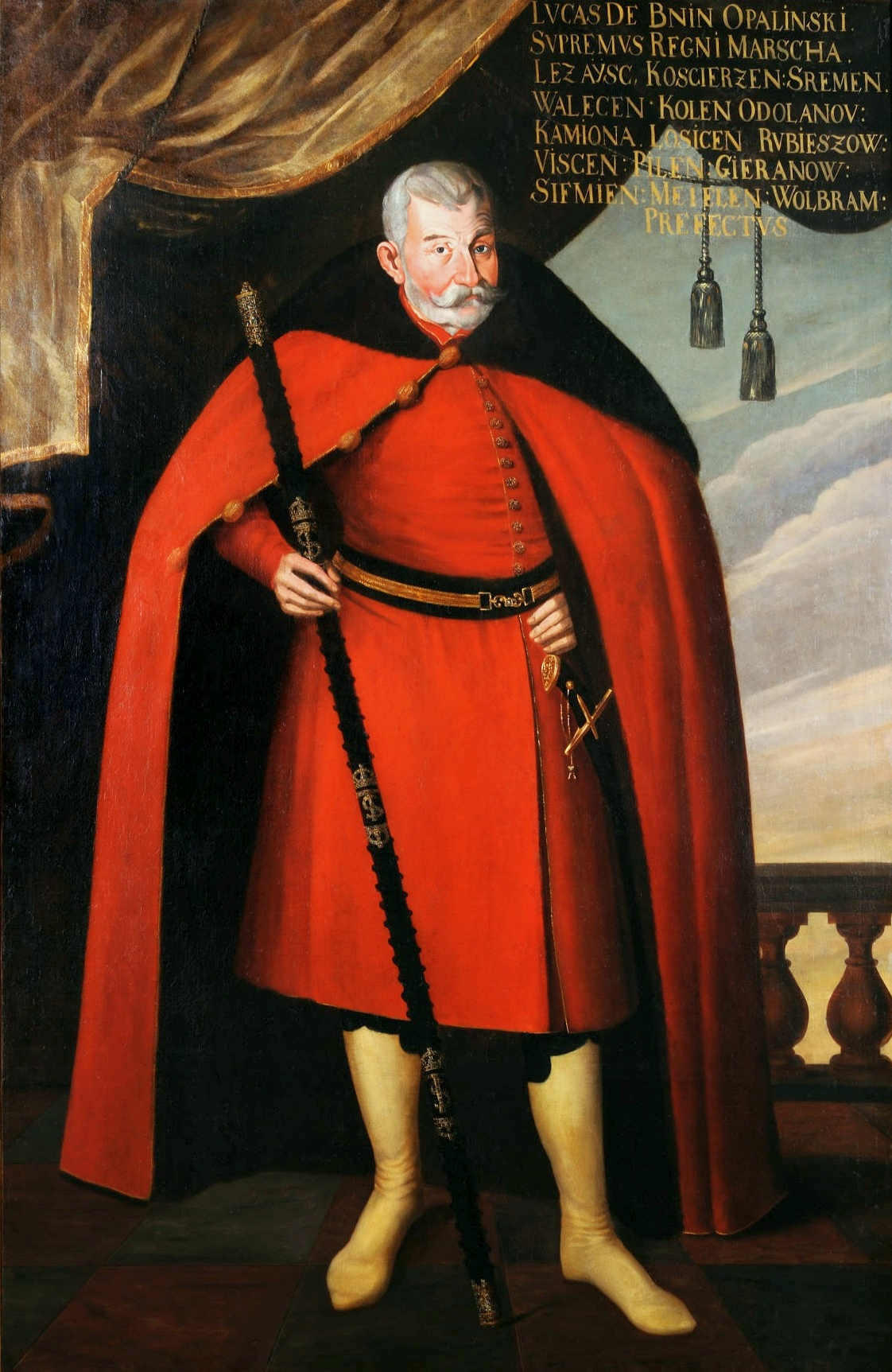
Marschall der Krone Lukas Opalinski mit dem Stab des Grand Marshalls der Krone